# Fine di una storia (romanzo)
Fine di una storia (titolo originale The End of the Affair) è un romanzo dello scrittore inglese Graham Greene, pubblicato nel 1951. 
Ambientato a Londra durante e appena dopo la Seconda guerra mondiale, il romanzo indaga le ossessioni, la gelosia e il senno all'interno delle relazioni personali fra tre personaggi: lo scrittore Maurice Bendrix, Sarah Miles e il marito di lei, Henry Miles, un funzionario statale.
Dall'opera sono state tratte due versioni cinematografiche (1955 e 1999). 

## Storia editoriale
Com'è noto, la base per la storia fu la relazione tra Graham Greene e Catherine Walston, a cui è dedicato il romanzo, nell'edizione britannica con la lettera "C", mentre l'edizione americana proprio a "Catherine". La casa di Greene, al 14 di Clapham Common Northside, fu bombardata durante il Blitz tedesco su Londra.
Fine di una storia è il quarto e finale romanzo della tetralogia dei romanzi "cattolici", preceduti da La roccia di Brighton (Brighton Rock, 1938), Il potere e la gloria (The Power and the Glory, 1940) e da Il nocciolo della questione (The Heart of the Matter, 1948).
Il romanzo è stato tradotto per la prima volta in lingua italiana nel 1953 col titolo La fine dell'avventura.

## Trama
A Londra è in corso il secondo conflitto mondiale. Henry Miles è un tranquillo e ordinario funzionario pubblico, sposato con Sarah Bertram. Maurice Bendrix è uno scrittore quotato che si innamora, ricambiato, di Sarah. La profonda passione si concretizza durante i loro numerosi incontri, ovviamente clandestini. Durante uno di questi momenti d'intimità, una bomba esplode nell'edificio in cui si trovano. Maurice è privo di conoscenza o forse addirittura morto. Sarah fa voto di interrompere la loro storia, se il suo amato si riprenderà. Poco dopo l'uomo si risveglia misteriosamente e così i due smettono di vedersi. Anni dopo, Maurice incontra Henry, che teme di essere tradito dalla moglie. Lo scrittore, ancora innamorato e ferito, non riesce a rimanere indifferente al pensiero che Sarah frequenti un altro. Inizia a farla pedinare da un detective, cerca d'incontrarla. In realtà Sarah non ha nessuna relazione, ma è in fin di vita. La verità sulla brusca interruzione del loro amore e la morte dell'amante gettano Maurice nella disperazione.

## Adattamenti

### Cinema
- La fine dell'avventura, film del 1955, diretto da Edward Dmytryk e interpretato da Deborah Kerr.
- Fine di una storia, film del 1999, diretto da Neil Jordan, con Julianne Moore e Ralph Fiennes

### Teatro
- The End of the Affair, opera lirica di Jake Heggie, 2004.

## Influenza culturale
La band italiana Daisy Chains ha pubblicato un album intitolato "A STORY HAS NO BEGINNING OR END", titolo che è la citazione dell'incipit del romanzo di G. Greene, la cui seconda traccia è intitolata proprio "The end of the affair" (titolo originale dell'opera).
Il romanzo ha ispirato il titolo dell'album Ordinary Corrupt Human Love del gruppo blackgaze Deafheaven.

## Edizioni

### In italiano
- La fine dell'avventura, collana Il Ponte; 32, traduzione di Piero Jahier e May-Lis Stoneman, illustrazioni di Luigi Broggini, 1ª ed., Milano, Arnoldo Mondadori Editore, 1953.
- La fine dell'avventura:romanzo, collana Medusa; 392, traduzione di Piero Jahier e May-Lis Stoneman, Milano, A. Mondadori, 1957.
- La fine dell'avventura, collana Oscar; 262, traduzione di Piero Jahier e May-Lis Stoneman, Milano, A. Mondadori, 1970, ISBN 88-04-08926-1.
- Fine di una storia, collana Oscar narrativa; 227, traduzione di Piero Jahier e May-Lis Stoneman, 6ª ed., Milano, A. Mondadori, 2000, ISBN 88-04-48109-9.
- Domenico Scarpa (a cura di), Fine di una storia, collana La memoria; 1295, traduzione di Alessandro Carrera, Prefazione di Scott Spencer, Palermo, Sellerio, 2024, ISBN 978-88-389-4626-4.